# Paraulopus legandi
Paraulopus legandi är en fiskart som först beskrevs av Pierre Fourmanoir och Rivaton, 1979.  Paraulopus legandi ingår i släktet Paraulopus och familjen Paraulopidae. Inga underarter finns listade i Catalogue of Life.